# Мечеть Шита-бей
Мечеть Шита-Бей (англ. Shitta-Bey Mosque) Одна из старейших мечетей в Нигерии, известна как Турецкая мечеть (англ. Turkish Mosque) — мечеть в городе Лагос в Нигерии. Мечеть получила своё название в честь её основателя, нигерийца из Сьерра-Леоне, Мохаммеда Шитта-бея.

## История
Строительство мечети началось в 1891 году и финансировалось бизнесменом и филантропом Мохаммедом Шитта-беем. Строительство проходило под руководством бразильского архитектора Жуана Батишта да Кошта. Здание мечети было построено в афро-бразильском архитектурном стиле. Мечеть Шитта-бей была торжественно открыта 4 июля 1894 года. На церемонии открытия присутствовали король Оба Ойекан I, губернатор Лагоса Гилберт Картер, Эдвард Уилмот Блайден, Абдулла Квиллиам, представлявший султана Османской империи Абдул Хамид II), а также известные жители Лагоса, такие как Джеймс Пинсон, Лабуло Дэвис, Джон Отунба Пейн и Ричард Бил Блейз и иностранные представители. Во время открытия мечети от имени Абдулы Хамида II Мухаммед Шитта был удостоен титула «бей», а также награждён османским орденом Меджидия 3-го класса (высший класс для гражданских лиц). После этого Мухаммед Шитта стал известен под именем Шитта-бей.

## Описание
Мечеть была построена в 1892 году в афро-бразильском архитектурном стиле. Расположена на улице Мартиньша Эреко на остров Лагос в городе Лагос. В здании мечети расположен религиозный учебный центр. Мечеть, считавшаяся одним из важнейших исторических памятников Нигерии, была объявлена в 2013 году Нигерийской комиссией по музеям и памятникам национальным памятником.